# 会津若松北インターチェンジ
会津若松北インターチェンジ（あいづわかまつきたインターチェンジ）は、福島県会津若松市にある会津縦貫北道路のインターチェンジである。

## 道路
- 会津縦貫北道路

## 接続する路線
- 国道121号

## 沿革
- 2015年（平成27年）9月6日 : 湯川南IC - 会津若松北IC間 開通に伴い供用開始[1][2]。
- 2023年（令和5年）度 : 会津若松北IC - 国道118号（若松西バイパス）間 開通予定。

## 周辺
- 会津アピオ
- 磐越自動車道・会津若松IC
- 会津若松市街地
- 会津大学

## 隣
会津縦貫北道路
湯川南IC - 会津若松北IC - 国道118号（若松西バイパス）（計画中）